# Мариън (окръг, Южна Каролина)
Окръг Мариън (на английски: Marion County) е окръг в щата Южна Каролина, Съединени американски щати. Площта му е 1279 km², а населението – 29 183 души (1 април 2020). Административен център е град Мариън.